# Ахмедов, Тухтасин
Тухтаси́н Ахме́дов (2 [15] июня 1915 года, кишлак Дутыр Риштан — 30 мая 2000 года, там же) — Герой Советского Союза (10.04.1945), участник Великой Отечественной войны, командир отделения 88-го отдельного моторизованного инженерного батальона 20-й моторизованной инженерной бригады 4-й танковой армии 1-го Украинского фронта, ефрейтор.

## Биография
Родился 2 (15) июня 1915 года в кишлаке Дутыр Риштанской волости, Кокандского уезда, Ферганской области, Туркестанского генерал-губернаторство, Российской империи в семье крестьянина. Узбек. Образование неполное среднее. Работал в колхозе.
В Красной армии с января 1942 года. Участник Великой Отечественной войны в должности командира отделения 88-го отдельного моторизованного инженерного батальона. Особо отличился при форсировании реки Одер.
В ночь на 27 января 1945 года его отделение получило задание построить пристань для паромной переправы через реку Одер в районе города Штейнау (ныне — город Сцинава, Польша). Под непрерывным пулемётным и миномётным огнём противника отделение на два часа раньше установленного срока закончило строительство пристани и тем самым обеспечило своевременную переправу танков на правый берег. Во время переправы у одного из катеров, буксировавших паром с танком, заглох мотор. Ефрейтор Т. Ахмедов бросился в ледяную воду, взял канат катера и передал его на берег. Катер и танк были спасены. В результате трёх часов самоотверженной работы отделение Т. Ахмедова переправило на западный берег Одера 35 танков.
За мужество, отвагу и героизм, проявленные в борьбе с немецкими захватчиками, Указом Президиума Верховного Совета СССР от 10 апреля 1945 года ефрейтору Ахмедову Тухтасину присвоено звание Героя Советского Союза с вручением ордена Ленина и медали «Золотая Звезда» (№ 6697).
После войны демобилизован. Вернулся в родной кишлак. Работал заведующим пунктом по приёму хлопка. Умер 30 мая 2000 года.

## Награды
- Медаль «Золотая Звезда» Героя Советского Союза (№ 6697) (10.04.1945)[1][2]
- Орден Ленина (10.04.1945)
- Орден Отечественной войны I степени (06.04.1985)
- Орден Красной Звезды
- Два ордена «Знак Почёта»
- Медали, в том числе:
  - Медаль «За победу над Германией в Великой Отечественной войне 1941—1945 гг.»
  - Юбилейная медаль «Двадцать лет Победы в Великой Отечественной войне 1941—1945 гг.»
  - Юбилейная медаль «Тридцать лет Победы в Великой Отечественной войне 1941—1945 гг.»
  - Юбилейная медаль «Сорок лет Победы в Великой Отечественной войне 1941—1945 гг.»
- Нагрудный знак «Отличный сапёр» (1944)

## Память
- Похоронен на кладбище Янги-Арат Алтыарыкского района Ферганской области (Узбекистан).